# LaChanze
Rhonda LaChanze Sapp, coneguda professionalment com LaChanze (/ləʃɑnz/; nascuda el 16 de desembre de 1961) és una actriu, cantant i ballarina estatunidenca. Va guanyar el premi Tony a la millor actriu protagonista de musical el 2006 pel seu paper a The Color Purple.

## Biografia
Nascuda a St. Augustine, Florida, filla de Walter i Rosalie Sapp, el seu nom artístic "LaChanze" (crioll: l'encantat), li és pres de la seva àvia. Després de traslladar-se a Connecticut, la seva afició infantil a cantar i ballar va fer que la seva mare la matriculés al Bowen Peters Cultural Arts Center de New Haven. Allà va descobrir per primera vegada el seu amor per actuar. A l'escola secundària Warren Harding de Bridgeport, LaChanze va debutar com a Lola a la producció escolar de Damn Yankees.
Viure tan a prop de la ciutat de Nova York va donar accés a LaChanze al món del teatre. La primera producció teatral que va veure va ser el musical Chicago. Graciela Daniele va formar part de la producció i molts anys després Daniele va tenir un impacte durador en el desenvolupament professional de LaChanze com a intèrpret. Tot i que li agradava molt el món de la dansa, LaChanze sovint se sentia limitada i tenia les ganes freqüents de deixar de ballar i deixar de banda una melodia dramàtica o d'esclatar en un intens monòleg.
Després de l'escola secundària, LaChanze va estudiar teatre a la Morgan State University de Baltimore, Maryland, abans de traslladar-se a la Universitat de les Arts de Filadèlfia, on va estudiar teatre i dansa.

### Carrera
El seu primer treball d'estiu va ser com a ballarina de claqué al conjunt d'Uptown... It's Hot! a l'hotel Tropicana a Atlantic City, Nova Jersey. L'espectacle es va estrenar a Broadway el gener del 1986, on LaChanze va començar la seva carrera professional al teatre.
LaChanze va interpretar el paper de "Ti Moune" al musical de Lynn Ahrens i Stephen Flaherty Once on This Island el 1990 i va rebre nominacions als premis Tony i Drama Desk com a millor actriu destacada en un musical. Va ser una substituta de "Sarah" al musical Ragtime, d'Ahrens and Flaherty i Terrence McNally a Broadway, a partir del desembre de 1998. Va interpretar el paper de "Viveca" a la producció de Playwrights Horizons a l'Off-Broadway del musical The Bubbly Black Girl Sheds Her Chameleon Skin, que es va estrenar el juny del 2000. Va rebre una nova nominació a Drama Desk per la seva interpretació LaChanze va participar en un concert benèfic d'Actors Fund of America de Funny Girl, amb molts intèrprets retratant el personatge de "Fanny Brice", el setembre del 2002.
El 2005 va interpretar a una esclava fugida al musical Dessa Rose d'Ahrens i Flaherty. El musical es va estrenar a l'Off-Broadway al Mitzi Newhouse Theatre del Lincoln Center el març del 2005. LaChanze va rebre un premi Obie per la interpretació per for Dessa Rose. LaChanze va aparèixer com a "Celie" al musical de Broadway The Color Purple, des de la seva estrena el 2005 fins al novembre del 2006. Va guanyar el premi Tony a la millor actriu en un musical per aquesta actuació.
El setembre de 2008 va participar al concert de Boston Pops, Handel's Messiah Rocks a l'Emerson College. L'actuació va ser filmada per la Public Broadcasting Service. Va formar part de la producció Off-Broadway de Inked Baby, escrita per Christina Anderson, que va estrenar el març del 2009 al Peter Jay Sharp Theatre del Playwrights Horizons. Al juny i juliol de 2009, va interpretar el paper de "Glinda" a City Center Encores. va muntar la producció de concerts d'Estels Estels de The Wiz.
Va publicar el seu primer llibre il·lustrat, Little Diva, el 2010. Va ser a la producció de Broadway d'If/Then el 2014, protagonitzada per Kate. El 2018 va estar a Summer: The Donna Summer Musical l a Broadway, interpretant Diva Donna / Mary Gaines. Actualment es troba a A Christmas Carol a Broadway, protagonitzant el fantasma del Nadal Present.

## Vida personal
Mentre LaChanze estava embarassada de vuit mesos del seu segon fill, el seu marit, el corredor de borsa Calvin Gooding, va ser assassinat en els atemptats de l'11 de setembre de 2001. Estava treballant al Cantor Fitzgerald de la torre One del World Trade Center. El 6 de setembre de 2002, va cantar l'himne nacional en una reunió conjunta del Congrés al Federal Hall National Memorial, la primera reunió del Congrés a Nova York des de 1790. Més tard va cantar "Amazing Grace" a la dedicatòria del National September 11 Memorial & Museum 15 de maig de 2014, dedicant la seva actuació al seu difunt marit. LaChanze es va tornar a casar el 2005 amb Derek Fordjour, i més tard es va divorciar el 2014.
Una de les seves dues filles, Celia Rose Gooding, va protagonitzar Jagged Little Pill a Broadway, convertint-se en ella i en LaChanze (que actualment protagonitza A Christmas Carol) la primera parella mare-filla que ha actuat a Broadway al mateix temps.

## Crèdits professionals

### Teatre
| Any       | Títol                                          | Paper                      | Teatre                              | Notes                                                |
| --------- | ---------------------------------------------- | -------------------------- | ----------------------------------- | ---------------------------------------------------- |
| 1985      | Uptown... It's Hot!                            | Tap Dancer                 | Tropicana Hotel                     |                                                      |
| 1986      | Uptown... It's Hot!                            | Tap Dancer                 | Broadway                            | Debut a Broadway                                     |
| 1987      | Dreamgirls                                     | Conjunt                    | Broadway                            | (u/s Deena Jones, Michelle Morris)                   |
| 1990      | Once On This Island                            | Ti Moune                   | Off-Broadway                        | Playwrights Horizons                                 |
| 1990–91   | Once On This Island                            | Ti Moune                   | Broadway                            |                                                      |
| 1995      | Out of This World                              | Chloe                      | New York City Center Encores!       |                                                      |
| 1995      | Company                                        | Marta                      | Broadway                            |                                                      |
| 1996      | Comfortable Shoes                              | Performer                  | Paper Mill Playhouse                |                                                      |
| 1997      | Ragtime                                        | Sarah                      | Los Angeles                         |                                                      |
| 1999      | The Vagina Monologues                          | Performer                  | Off-Broadway                        |                                                      |
| 1999–2000 | Ragtime                                        | Sarah                      | Broadway                            | Substitució                                          |
| 2000      | The Bubbly Black Girl Sheds Her Chameleon Skin | Viveca                     | Off-Broadway                        | Playwrights Horizons                                 |
| 2002      | Funny Girl                                     | Fanny Brice                | New York                            | Concert a benefici del New York Actor's Benefit Fund |
| 2002      | Once On This Island                            | Ti Moune                   | New York                            | Broadway reunion concert                             |
| 2004      | The Color Purple                               | Celie                      | Alliance Theatre                    | Out-of-town tryout                                   |
| 2004      | Baby                                           | Pam                        | Paper Mill Playhouse                |                                                      |
| 2005      | Dessa Rose                                     | Dessa Rose                 | Off-Broadway                        |                                                      |
| 2005–06   | The Color Purple                               | Celie                      | Broadway                            |                                                      |
| N/D       | Spunk                                          | Performer                  | Regional                            |                                                      |
| 2009      | Inked Baby                                     | Performer                  | Off-Broadway                        |                                                      |
| 2009      | The Wiz                                        | Glinda                     | New York City Center Encores!       |                                                      |
| N/D       | From the Mississippi Delta                     | Performer                  | Regional                            |                                                      |
| 2012      | Handel's Messiah Rocks: A Joyful Noise         | Performer                  | Gira nacional                       |                                                      |
| 2013      | If/Then                                        | Kate                       | National Theatre (Washington, D.C.) | Out-of-town tryout                                   |
| 2014–15   | If/Then                                        | Kate                       | Broadway                            |                                                      |
| 2015–16   | If/Then                                        | Kate                       | Gira nacional                       |                                                      |
| 2016      | Cabin in the Sky                               | Wanda                      | New York City Center Encores!       |                                                      |
| 2017      | Summer: The Donna Summer Musical               | Diva Donna/Mary Gaines     | La Jolla Playhouse                  | Gira de proves                                       |
| 2018      | Summer: The Donna Summer Musical               | Diva Donna/Mary Gaines     | Broadway                            |                                                      |
| 2019      | A Christmas Carol                              | Ghost of Christmas Present | Lyceum Theatre (Broadway)           |                                                      |
| 2019      | Secret Life of Bees                            | August                     | Atlantic Theater Company            |                                                      |

Fonts: The New York Times; TCM

### Cinema
| Any  | Títol                                 | Paper                    | Notes                |
| ---- | ------------------------------------- | ------------------------ | -------------------- |
| 1992 | My New Gun                            | Kelly Jane               |                      |
| 1992 | Leap of Faith                         | Georgette                |                      |
| 1993 | For Love or Money                     | Nora                     |                      |
| 1997 | David Searching                       | God Truth                |                      |
| 1997 | Hercules                              | Terpsichore              | Paper de veu         |
| 1997 | Disney Sing-Along-Songs: Zero to Hero | Terpsichore              | Directament a vídeo  |
| 2002 | Heartbreak Hospital                   | Lisa                     |                      |
| 2006 | Black Sorority Project: The Exodus    | N/D                      | Productora executiva |
| 2009 | Handel's Messiah Rocks                | Singer                   |                      |
| 2009 | Breaking Upwards                      | Maggie                   |                      |
| 2011 | The Help                              | Rachel                   |                      |
| 2013 | Side Effects                          | Wards Islands Desk Nurse |                      |
| 2018 | Diane                                 | Jennifer                 |                      |
| 2018 | Melinda                               | Melinda LaCroix          |                      |
| 2018 | Knights in Newark                     | The Witch/Mrs. Conroy    | Short film           |

### Televisió
| Any     | Títol                             | Paper            | Teatre                                                       | Notes |
| ------- | --------------------------------- | ---------------- | ------------------------------------------------------------ | ----- |
| 1988-89 | The Cosby Show                    | Sylvia           | 2 episodis                                                   |       |
| 1994    | The Cosby Mysteries               | Dr. Weeks        | 2 episodis                                                   |       |
| 1996    | New York Undercover               | Mariah Barton    | Episodi: "Tough Love"                                        |       |
| 1997    | Total Security                    | Wanda Robitaille | 1 Episodi                                                    |       |
| 1998    | Hercules: The Animated Series     | Terpsichore      | Personatge recurrent; 12 episodis; Paper de veu              |       |
| 1999    | Hercules: Zero to Hero            | Terpsichore      | Pel·lícula per a la televisió; Paper de veu                  |       |
| 1999    | Sex and the City                  | Hostess          | Episodi: "Ex and the City"                                   |       |
| 2000    | Law & Order: Special Victims Unit | Ms. Pivik        | Episodi: "Baby Killer"                                       |       |
| 2003    | Lucy                              | Harriett         | Pel·lícula per a la televisió                                |       |
| 2008    | Law & Order: Special Victims Unit | Amber            | Episodi: "Undercover"                                        |       |
| 2011    | One Life to Live                  | Yvonne Moreau    | 3 episodis                                                   |       |
| 2015    | The Battery's Down                | TiMoune          | Episodi: "Reunion"                                           |       |
| 2016    | The Night Of                      | Dwight's Mom     | Episodi: "Subtle Beast"                                      |       |
| 2016    | Person of Interest                | Mona             | 2 episodis                                                   |       |
| 2018    | Pinkalicious & Peterrific         | Blue Fairy       | Episodi: "Fairy House/Pinkabotta & Peterbotta"; Paper de veu |       |
| 2019    | The Village                       | Wendy Parker     | Episodi: "Yes or No"                                         |       |
| 2019-20 | The Good Fight                    | Julius' Wife     | 2 episodis                                                   |       |

### Vídeojocss
| Any  | Títol    | Paper       |
| ---- | -------- | ----------- |
| 1997 | Hercules | Terpsichore |

## Discografia
- Once On This Island (Enregistrament del repartiment original de Broadway), 1990
- Disney's Princess Favorites, artista convidada, 2002
- Dessa Rose (off-Broadway Cast Recording), 2005
- The Color Purple (Enregistrament del repartiment original de Broadway), 2006
- Disney Collection 1, artista convidada, 2006
- The Bubbly Black Girl Sheds Her Chameleon Skin (Enregistrament del repartiment d'estudi), 2007
- Handel's Messiah Rocks: A Joyful Noise, artista convidada, 2009
- Nice Fighting You: A 30th Anniversary Celebration Live at 54 Below, featured on four songs, 2014
- If/Then (Enregistrament del repartiment original de Broadway), 2014
- Summer: The Donna Summer Musical (Enregistrament del repartiment original de Broadway), 2018

## Concerts
- September 6, 2002- Federal Hall National Memorial
- 2008- Handel's Messiah Rocks, Emerson College
- Dec. 1 & 2, 2008- Joe's Pub
- Dec. 5, 2010- Playhouse Square Center
- Dec. 16, 2012- Birdland
- May 15, 2014- National September 11 Memorial and Museum
- Feb. 13, 2015- Kennedy Center
- 2016/17- Feeling Good Tour

## Premis i nominacions
| Any              | Premi                                   | Categoria                                                                                | Treball nominat                                | Resultat  |
| ---------------- | --------------------------------------- | ---------------------------------------------------------------------------------------- | ---------------------------------------------- | --------- |
| 1991             | Premi Theatre World                     | Outstanding Broadway debut                                                               | Once On This Island                            | Guanyador |
| Premi Tony       | Millor actriu de repartiment de musical | Nominat                                                                                  | Once On This Island                            |           |
| Premi Drama Desk | Actriu destacada a un musical           | Nominat                                                                                  | Once On This Island                            |           |
| Premi Drama Desk | Actriu destacada a un musical           | 2001                                                                                     | The Bubbly Black Girl Sheds Her Chameleon Skin | Nominat   |
| Premi Drama Desk | Actriu destacada a un musical           | 2005                                                                                     | Dessa Rose                                     | Nominat   |
| Premi Obie       | Actuació distingida                     | 2005                                                                                     | Dessa Rose                                     | Guanyador |
| 2006             | Premi Tony                              | Millor actriu protagonista de musical                                                    | The Color Purple                               | Guanyador |
| 2006             | Premi Broadway.com Audience             | Actuació distingida a un musical                                                         | The Color Purple                               | Guanyador |
| 2006             | Premi Broadway.com Audience             | Actuació favorita d'una diva                                                             | The Color Purple                               | Guanyador |
| 2006             | Premi Broadway.com Audience             | Parella favorita a l'escenari (amb Elisabeth Withers)                                    | The Color Purple                               | Nominat   |
| 2010             | Premi Emmy                              | Assoliment destacat per l'escel·lencia individual davant la càmara: programant - actuant | Handel's Messiah Rocks                         | Guanyador |
| 2014             | Premi Broadway.com Audience             | Actuació favorita d'una actriu de repartiment a un musical                               | If/Then                                        | Guanyador |
| 2018             | Premi Tony                              | Millor actriu protagonista de musical                                                    | Summer: The Donna Summer Musical               | Nominat   |
| 2018             | Premi Drama Desk                        | Actriu destacada a un musical                                                            | Summer: The Donna Summer Musical               | Nominat   |
| 2019             | Premi AUDELCO                           | Actriu protagonista a un musical                                                         | Secret Life of Bees                            | Guanyador |
| 2020             | Premis Lucille Lortel                   | Actriu protagonista destacada a un musical                                               | Secret Life of Bees                            | Nominat   |
| 2020             | Premi Drama Desk                        | Actriu de repartiment destacada a un musical                                             | Secret Life of Bees                            | Nominat   |
| 2020             | Premis Antonyo                          | Millor actor en un musical de l'Off-Broadway                                             | Secret Life of Bees                            | Guanyador |
| 2020             | Premis Antonyo                          | Millor actor en una obra de Broadway                                                     | A Christmal Carol                              | Nominat   |